# Ориентиране на местността
 Тази статия е за ориентирането като термин.  За други значения вижте Ориентиране.
Ориентирането на/по местността е комплекс от мероприятия за определяне на точното местоположение на лице или превозно средство на земната повърхност. Ориентирането е елемент от навигацията и топографията. Класическото ориентиране на сушата се осъществява с компас и топографска карта, а в моретата и океаните — с компас, секстант и часовник. С развитието на технологиите през 20 век се появяват системи за автоматизирано определяне на местоположението — GPS, ГЛОНАСС, Галилео.
| светило | местоположение | местоположение | местоположение | местоположение |
| светило | 7 ч.           | 13 ч.          | 19 ч.          | 1 ч.           |
|         | изток          | юг             | запад          | —              |
|         | —              | —              | юг             | запад          |
|         | запад          | —              | изток          | юг             |
|         | юг             | —              | —              | изток          |

## Етимология
Коренът на „ориентиране“ е „ориент“ – „изток“ от ориенс (на латински: oriens – буквално „изгряващ“), тъй като изгревът на Слънцето е един от най-древните методи за определяне на посоките на Земята.

## Класическо ориентиране на местността
Класическото ориентиране на местността по топографска карта се осъществява в четири последователни стъпки:
1. Определяне на посоката Север;
2. Намиране на два или повече ориентири – характерни елементи от релефа на околната местност и отбелязването им на картата;
3. Определяне на азимута — ъгълът между посоката Север и вектора от ориентира към местоположението на ориентиращия, построен по посока на часовниковата стрелка;
4. Определяне на местоположението като пресечната точка на два или повече вектора, построени по азимутите на набелязаните ориентири.

### Намиране на посоката Север
Първият и най-важен елемент от ориентирането на местността е да се намери посоката Север. Тя се определя най-лесно с компас или по сигнал от спътникова система за радионавигация — GPS, ГЛОНАСС, Галилео. При липса на технически средства, посоката Север може да се определи по местоположението на Слънцето, звездите и Луната на небосклона.
Кулминацията на Слънцето е в 13 ч. ± 15 минути през лятото и в 12 ч. през зимата — тогава то сочи посоката Юг. През останалите часове от деня Юг може да се намери, като се насочи малката (часовата) стрелка на точен часовник с циферблат към Слънцето. Ъглополовящата между ориентираната към Слънцето малка стрелка и мислената линия, прекарана през 1 часа сочи на Юг. На Южното полукълбо така построената ъглополовяща сочи на Север.
При липса на часовник, посоката може да се определи със слънчев часовник. Забива се гномон, дълъг около метър в земята и краят на сянката се отбелязва с камъче, клечка или по друг начин. Изчаква се петнадесет минути и отново се отбелязва върхът на сянката. Първото камъче сочи приблизително на Запад, а второто — на Изток. Перпендикулярът от правата между двете камъчета в посока към гномона сочи Юг, а в обратната посока — Север. Този метод е точен само в часовете около обяд, когато Слънцето е в и около кулминация. Сутрин и вечер този метод е неприложим.
През нощта посоката Север може да се определи по местоположението на Полярната звезда (на английски: Polaris) — последната звезда в опашката на съзвездието Малка мечка. Първо се намира съзвездието Голяма мечка и двете крайни звезди в началото на нейния кош — α (Дубхе) и β (Мерак). На разстояние 5 пъти разстоянието от Мерак към Дубхе се намира Полярната звезда, сочеща винаги на Север. При прецизни астрономически измерения се установява леко отклонение на местоположението на Полярната звезда от посоката Север. То е около 2 – 3° и се изменя циклично през денонощието. За практическите цели на ориентирането това отклонение е нищожно.
Освен чрез описаните инструментални и астрономически методи за намирането на посоката Север, има редица косвени признаци, по които тя може да бъде определена. Такива са релефът на местността — северните склонове на планините са стръмни, каменисти, сипещи се, с малко растителност, с тънък почвен слой или изобщо без почва. Южните склонове са по-равни, полегати, тревисти, с повече почва и растителност. Мъхът по камъните и дърветата расте по-обилно откъм северната им страна. Короните на дърветата са по-силно развити от южната им страна. Там листата са по-големи и кората е по-изпъната. Откъм северната страна кората на дърветата е по-набръчкана, клоните са по-малко на брой, по-къси и листата са по-малки. Годишните кръгове на дърветата са по-широки в южната част на ствола и по-тесни в северната. Трябва да се има предвид обаче, че нито един от косвените признаци не е достатъчно сигурен, за да се определи категорично посоката Север. Косвените признаци се оценяват комплексно. При липса на специална подготовка и практически опит, определянето на посоката Север по косвени признаци рядко е успешно.
Апсидите на олтара в православните църкви винаги са разположени на Изток, а главния вход в църквата — откъм Запад. Киблата на джамиите винаги е насочена към Кааба в Мека. Надгробните камъни на християните в повечето случаи са обърнати на Изток, по-рядко на Юг, а на мюсюлманите — когато застанем с лице към плочата, отляво ни е посоката към Мека.
| СПЪТНИКОВО ОРИЕНТИРАНЕ                                                                 | СПЪТНИКОВО ОРИЕНТИРАНЕ                                                                        | КЛАСИЧЕСКО ОРИЕНТИРАНЕ                                                                            | КЛАСИЧЕСКО ОРИЕНТИРАНЕ                                                                                               |
| предимства                                                                             | недостатъци                                                                                   | предимства                                                                                        | недостатъци |
| осъществява се за секунди                                                              | изисква скъпа апаратура                                                                       | необходими са само карта и компас                                                                 | за правилно ориентиране са необходими от 2 до 20, а понякога и повече минути                                         |
| точността може да бъде от порядъка на сантиметри                                       | апаратурата е енергозависима и може да аварира                                                | ориентирането не зависи от наличието на енергоносители                                            | точността е от порядъка на няколко десетки метра, при особено висока квалификация на ориентиращия – до няколко метра |
| не изисква специални знания и умения, апаратурата се настройва и ориентира автоматично | при отказ и/или грешка на апаратурата шансовете за успешно ориентиране са практически нищожни | ориентирането може да се осъществи винаги и навсякъде, когато и където е способен да работи човек | необходимо е специализирано обучение                                                                                 |